# Menchi katsu

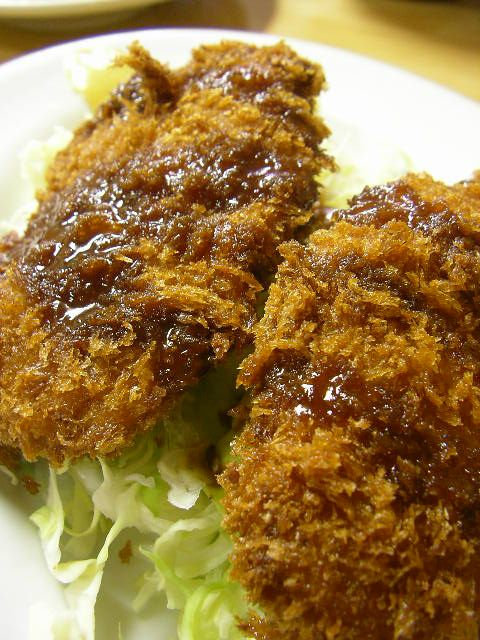
Un menchi katsu visto de cerca.

Un Menchi katsu (メンチカツ?) es un alimento a base de carne picada que se empana y posteriormente se fríe en aceite hirviendo. Suele tener forma de filete o de croqueta. La carne picada suele ser de vacuno o cerdo o a veces una mezcla de ambas. Suele ser servido como un plato callejero en un bentō y teishoku.

## Características
La carne picada suele mezclarse con cebollas, sal y pimienta elaborando todo ello en forma de filetes. La harina se aplica a ambos lados de la mezcla. Se suele recubrir con un huevo y pan rallado y posteriormente frito hasta lograr el color dorado. Los trozos de pan se denominan panko, suelen ser deshidratados y alcanzan una textura característica que le diferencia de otros empanados. El Katsu se suele servir con la salsa Worcestershire o con la salsa tonkatsu (una variante de la Worcestershire aligerada con pures de frutas o verduras) y col finamente picada. Es habitual que se sirva con algún tipo de encurtido (col o pepinillo).

## Etimología
Las palabras Menchi y katsu son versiones fonográficas modificadas de «picado» y «filete». La palabra Katsu puede referirse al filete recubierto con pan, huevo. Es un ejemplo de yoshoku, o alimentos adaptados a la cocina occidental. La palabra Katsu en sí misma puede referirse al tonkatsu, lo que le convierte en un katsu elaborado de costillares. Mientras menchi (メンチ?) se emplea en el este de Japón denominado también como minchi (ミンチ?).